# Combat Arms
Combat Arms és un videojoc d'acció en primera persona multijugador, desenvolupat a Corea del Sud per Doobic Studios, i publicat per Nexon Corporation. Combat Arms ha estat criticada per la seva suposada debilitat de les mesures de lluita contra el parany. Nexon afegit recentment un abús del sistema permetent que els jugadors a denunciar els casos d'assetjament o l'engany. També, els usuaris poden fer una captura de pantalla del "assetjador" i mostrar-la en el fòrum oficial, amb el mateix objectiu.

## Història
La beta tancada es va publicar el 29 de maig del 2008, exclusivament a través de FilePlanet i va durar una setmana. Va acabar el 6 de juny. Aquesta beta es va limitar als usuaris d'Amèrica del Nord, Amèrica del Sud i Oceania. En aquesta beta es disposaven de 4 mapes i 30 armes disponibles. El 26 de juny Combat Arms va entrar en el seu "Pre-Open Beta", de manera que el joc va ser obert al públic. Pre-Open beta també és limitat als usuaris d'Amèrica del Nord, Amèrica del Sud i Oceania. El llançament oficial de Combat Arms va ser l'11 de juliol del 2008.
El 8 d'agost del 2008, Nexon anunciar que Combat Arms es posaria en marxa un servidor de Nexon Europa per jugadors europeus. El 25 de setembre del 2008, el lloc web Combat Arms Europa Teaser va activar Nexon per a Europa, i el 28 d'octubre del 2008, Nexon Europa va començar un període de proves beta tancades a Europa de Combat Arms. Les proves beta tancada van acabar l'11 de novembre del 2008, i l'"Open beta" es va iniciar el 16 de desembre del 2008 i va durar fins al 15 de gener del 2009. El 2 d'abril del 2009, Nexon Amèrica d'Amèrica del Sud va anunciar que el servei de Combat Arms es tancaria a partir del 9 d'abril. Aquells que tenien una quantitat pendent de NX se li permetria jugar fins al 9 d'octubre, o fins que s'acabessin les seves NX, el que succeís primer. El joc està ara totalment alliberat a Corea i Amèrica del Nord, mentre que el servidor europeu allotja als jugadors procedents d'Europa, Orient i Amèrica del Sud (aquests últims encara no reconeguts oficialment per Nexon Europa).
Un dels avantatges respecte a altres videojocs del mateix gènere és que Combat Arms és renovat regularment quant als seus continguts (mapes, armes, missions, caràcters, avatars i altres elements funcionals per guanyar punts extra, obtenir escuts per als clans, etc.) a més del fet que en ser un joc free-to-play, hi ha una quantitat i varietat de jugadors altament superior als que poden trobar en altres videojocs, com Call of Duty o Battlefield.

## Modes de joc
Hi ha diverses maneres en el joc, cadascun amb diferents objectius i diferents característiques. Sovint s'afegeixen maneres noves amb les actualitzacions.

### Elimination
Els jugadors es divideixen en dos equips (Alpha i Bravo) i cada un intenta aconseguir un nombre de morts enemigues (aquest nombre es decideix abans de començar la partida). El mínim són 30 i així de 10 en 10 fins a 140. Quan un jugador mor, reviu al cap de pocs segons en la base del seu equip.

### Elimination Pro
Els jugadors es divideixen en dos equips (Alpha i Bravo) i cada un intenta matar tots els de l'altre equip per guanyar una ronda (el nombre de rondes es decideix abans de començar la partida). Poden ser 5, 7, 9 o 11 rondes. Quan un jugador mor, ha d'esperar a la següent ronda (quan un dels dos equips elimina el contrari o s'acaba el temps).

### One Man Army
Tots els jugadors lluiten entre si, sense equips. L'objectiu és aconseguir un determinat nombre de morts enemigues (aquest nombre es decideix abans de començar la partida). Poden ser 15 morts, 30 o 45. Només pot guanyar un sol jugador. Quan un jugador mor, reviu al cap de pocs segons en qualsevol part del mapa.

### Last Man Standing
Tots els jugadors lluiten entre si, sense equips. L'objectiu és guanyar un nombre determinat de rondes (aquest nombre es decideix abans de començar la partida). Poden ser 3, 5, 7 o 9 rondes. Només pot haver-hi un únic guanyador. Quan un jugador mori, haurà d'esperar que acabi la ronda per reviure. Apareixerà a qualsevol part del mapa.

### Capture The Flag
Els jugadors es divideixen en dos equips (Alpha i Bravo) i cada un intenta capturar un nombre determinat de banderes enemigues (aquest nombre es decideix abans de començar la partida) alhora que intenta defensar la bandera pròpia. Les banderes es troben prop de les bases. L'equip guanyador és qui aconsegueix 3, 5 o 7 banderes, segons es decideixi. Quan un jugador mor, reviurà a la seva base al cap de pocs segons.

### Search & Destroy
Els jugadors es divideixen en dos equips (Alpha i Bravo). L'equip Alpha intenta destruir un dels dos objectes que hi ha al mapa amb una bomba de rellotgeria. L'equip Bravo ha de defensar aquests objectes per evitar que siguin destruïts. Si un dels dos objectes és destruït o tots els jugadors de l'equip Bravo moren, guanya l'equip Alpha. Si tots els jugadors de l'equip Alpha moren o la bomba és desactivada, guanya l'equip Bravo. Poden ser 3, 5, 7 o 9 rondes. Cada jugador haurà d'esperar que acabi la ronda per tornar a jugar si mor.

### Quarantine Regen
Els jugadors es divideixen en dos equips (humans i infectats). Aquesta divisió té lloc de forma aleatòria 20 segons després de començar cada ronda. Alguns jugadors a l'atzar es converteixen en zombis i el seu objectiu és infectar els humans. Els humans han de mantenir vius o destruir als jugadors zombis, la qual cosa no és fàcil (els zombis tenen més o menys 300 de salut i es curen quan estan quiets). En aquest tipus de joc, el temps va a favor dels humans, ja que si s'acaba el temps guanyen els humans (dit d'altra manera, si el temps s'acaba, la partida queda en empat). Poden ser 5, 7 o 9 rondes. Quan un jugador mori, haurà d'esperar que acabi la ronda per continuar. En cas de morir per un zombi, es converteix també en zombi i ha d'infectar els humans (es podria dir que canvia d'equip).

### Spy Hunt
Els jugadors intenten trobar cinc arxius d'intel·ligència abans que qualsevol altre jugador. Tots els jugadors comencen en el mateix equip, però quan un jugador aconsegueix un arxiu es converteix en espia i en hostil per a la resta dels jugadors. Si un espia és assassinat, tots els seus arxius són escampats prop d'on mor. Quan una persona està en possessió dels cinc arxius d'intel·ligència, aquest jugador es converteix en el "Super Espia" (amb la minigun, el llançaflames i el bazuca), i el joc entra en mode de mort sobtada. El "Super Espia" pot guanyar matant a tots els altres jugadors, o aconseguint transferir els arxius per un ordinador que apareix en una part del mapa al descobert. La resta dels jugadors ha de matar el "Super Espia" o esperar que acabi el temps sense morir i sense que el "Super Espia" completi la transferència. Durant la partida, els jugadors reapareixen instants després de morir en una part del mapa, però quan un jugador aconsegueix els cinc arxius, ja no hi ha resurrecció fins al final de la partida.

### Fireteam
Hi ha 4 tipus de fireteams (els quatre tenen característiques en comú: tots els jugadors formen part d'un mateix equip, l'enemic és controlat per la IA i es pot entrar un cop començada la partida.
Cabin FeverEls jugadors apareixen en una vella casa amb tres obertures envoltada de gas verinós. La partida es divideix en 10, 15 o 20 rondes (segons la dificultat que s'esculli abans de començar la partida). En cada ronda, els jugadors hauran d'eliminar uns zombis que apareixen en les proximitats de la casa i que intenten entrar dins per matar els jugadors. Hi ha diversos tipus de zombis, encara que al principi només apareixen dos: els normals i els que porten explosius (que exploten quan moren). Si un jugador mor, haurà d'esperar que acabi la ronda per tornar a jugar. Si tots els jugadors moren o el temps s'acaba, la partida acaba. A cada ronda aniran apareixent zombis i quan acabi la ronda es recupera la munició de tots els jugadors i part de la seva salut. Hi ha algunes rondes especials: Ronda 5 (Apareix un nou tipus de zombi que en morir desprèn tres bombes que exploten i fan mal a qui estigui a prop), rondes 5, 10 i 15 (Es recupera tota la salut), ronda 11 (S'obre una porta que condueix al soterrani, on hi ha una altra obertura a l'exterior. Al soterrani hi ha un interruptor amb el qual s'encén la llum de tota la casa quan s'apagui. En aquesta ronda també apareix un nou i letal tipus de zombi blau que al morir deixa un bassal de gas verinós [similar al de quan un jugador surt fora de la casa]. A més, en aquesta ronda apareix al soterrani un rifle L96A1 Black Magnum a disposició del primer que l'agafi), ronda 13 (Apareix en el soterrani un llançagranades M32, a disposició del més ràpid), ronda 16 (s'obre l'escala al pis de dalt de la casa, on apareixen zombis. També apareix al pis de dalt una escopeta daurada, per al primer que l'agafi), ronda 18 (apareix al segon pis un marcador làser per un atac aeri) i ronda 20 (apareix en el segon pis una minigun, per al primer que l'agafi).
Desert ThunderEls jugadors comencen en una ciutat del desert controlada per terroristes. Han de complir diversos objectius. El primer és creuar un carrer i arribar a un temple. El segon és pujar al segon pis del temple i trobar l'ostatge. El tercer és destruir un tanc que es troba al final d'un carrer. El quart és transferir uns informes en un dels tres ordinadors que hi ha per la ciutat (es tria aleatòriament a quin dels tres ordinadors cal anar) i després escapar de la ciutat. Si un jugador mor, ha d'esperar que els altres completin un objectiu per a reviure. Si tots moren o s'acaba el temps, la partida acaba. Hi ha dos tipus d'enemics. Uns són els escolta, que són enemics que es queden quiets en una posició i esperen que un jugador s'aproximi o es posi a tir per disparar. Els altres són els patrol, que aquests es mouen seguint una ruta fixa disparant als enemics que es trobin en aquesta ruta. Els enemics usen diferents tipus d'armes: fusells d'assalt, subfusells, rifles sniper, llançamíssils… A més a més, també llancen granades als jugadors i, de vegades, en morir deixen anar una granada en el lloc on moren.
Black LungComences en una mina abandonada i has de sobreviure allà fins que aconsegueixin baixar l'elevador activant i protegint el tauler de control i el generador. En baixar cal esperar que ens vinguin a rescatar.
Desert FoxÉs la continuació de Desert Thunder, en aquest mapa s'ha de capturar i interrogar el terrorista "Z", després volar el camió on hi ha la informació, volar les unitats antiaèries i escapar del lloc per helicòpter.
Bombing RunEls jugadors es divideixen en dos equips (Alpha i Bravo). Al centre del mapa hi ha una bomba, qui l'agafi ha de destruir un objecte de l'altre equip al mateix temps que defensen el seu. Si el jugador mor, la bomba cau a terra fins que la reculli un altre jugador i la partida continuï. Poden ser 3, 5, 7 o 9 rondes. Quan un jugador mor, reapareix al cap de pocs segons en la seva base.
Seize and SecureEls jugadors es divideixen en dos equips (Alpha i Bravo). Al centre del mapa hi ha una asta on un jugador d'un equip de col·locar la seva bandera i defensar-la durant dos minuts (ha d'evitar que un jugador de l'equip contrari posi la seva bandera). Quan una bandera és posada en l'asta, comença el compte enrere, que són dos minuts. Si la bandera és canviada, el compte torna a començar però per l'altre equip. Si s'acaben els dos minuts, guanya l'equip que hagi col·locat la bandera. Si s'acaba el temps, guanya el jugador que hagi tingut més temps la seva bandera al pal.
Hired GunsEls jugadors es divideixen en dos equips (Alpha i Bravo). Els dos equips s'han d'introduir a la caixa forta d'un banc i robar la major quantitat d'or possible i portar-lo fins a la seva base. En total són 80 barres d'or i el que aconsegueixi robar més és el guanyador de la ronda. Poden ser 5, 7 o 9 rondes. Quan un jugador mori, reviurà a la seva base al cap de pocs segons. Aquest és la primera manera de joc on és possible usar mercenaris com a suport.

## Mapes
Hi ha diversos mapes en el joc. Sovint s'afegeixen mapes nous amb les actualitzacions (més freqüentment que les maneres nous).
Mapes petits
- Junk Flea: Una ferralleria plena de caixes i bidons.

- Death Room: Una mena de laboratori amb dues sales separades per dues portes i un camí per dalt.

- Vertigo: La teulada d'un alt edifici.

- Showdown: Una plaça amb diverses cases.

- Dark Forest: Un espès bosc a la nit.

- Costa Recon: Una platja amb una sèrie de cases destruïdes.

Mapes mitjans
- Two Towers: Una casa en ruïnes sobre d'un riu.

- Pump Jack: Una estació de tren.

- Brushwood: Una selva amb un avió enderrocat.

- Cold Seed: Una fàbrica de magatzem enmig de la neu.

- Sand Hog: Un poble al desert.

- Warhead: Una fàbrica abandonada.

- Power Sorgeix: Una fàbrica sobre un riu sec.

- Overdose: Un laboratori on va començar la quarantena.

- Greu Digger: Unes ruïnes arqueològiques amb un passadís per sota.

- Roadkill: Una carretera amb nombrosos accidents circulatoris.

- Sector 25: Un laboratori on es va crear la cura contra la quarantena.

- Dredge: Un passadís a les clavegueres.

- Ghost Town: Una ciutat fantasma.

- Oil Rig: Una plataforma petroliera enmig del mar.

Mapes grans
- Snow Valley: Una base de míssils a una vall nevada.

- Gray Hammer: Una enorme i immensa fàbrica.

- Waverider: Un poble al costat del mar.

- Rattlesnake: Un magatzem a una selva.

- ShortFuse: Una oficina a una ciutat.

- Kill Creek: Un pont sobre un riu de poc cabal.

- Neptune: Un hangar amb un submarí nuclear on hi ha moltes portes.

Mapes especials
- Cabin Fever: Una casa de camp envoltada de gas verinós en una nit plujosa.

- Desert Thunder: Una ciutat al desert controlada per terroristes.

- Black Lung: Una mina plena d'infectats.

- Desert Fox: Un poble controlat per terroristes.

- Training Mode: Entrenament per aprendre a utilitzar els controls del joc. S'accedeix prement F1.

- Blood Money: Un banc amb una caixa forta a la ciutat.

## Diners
Punts Gear (GP) o també Game Points poden obtenir dels jocs i també els concedeix anivellament, és a dir, per pujar de rang. A més, s'utilitzen punts d'engranatge en la compra d'armes o accessoris de la botiga. El GP de cost depèn de les armes i la durada de la compra, que varien des d'1 dia fins a 90 dies. Els jugadors també poden comprar l'equip des del Mercat Negre (també conegut com a Nexon Efectiu botiga) amb punts que es compren amb diners del món real. Nexon GameCards venen en 10 $ (10.000 NX) i 25 $ (25.000 NX). ($ 12 per 10.000 NX i $ 30 per a 25.000 NX al Canadà) En primer lloc, l'equip de Mercat Negre té diferents equips de la botiga d'articles regulars. Camuflatge, nous personatges, i modificacions o addicions a les armes també estan disponibles per la seva compra. A més d'això, hi ha elements en el joc que són totalment exclusius per a usuaris de NX. Les armes solen ser comprades a la botiga de diaris utilitzant Gear Points (GP). Algunes armes han classificat restriccions (files procedeixen de l'Exèrcit dels EUA, d'aprenent a General de l'Exèrcit). Quan el jugador comença el joc, se li dona GP 2000, i cada un dona un rang de fins a 500 GP successius més, a partir de 1000 quan GP classificació fins a contractar. Com més alt sigui el rang del jugador, més armes i equip podrà comprar.

## Pegats
Nexon dona manteniment mensual als pegats de contingut, i a vegades, als pegats d'emergència, per resoldre qualsevol error i/o problema de pirateria. Els servidors generalment baixen de dos a set hores per a l'actualització dels pegats.

## Funcionament en sistemes GNU / Linux
El funcionament de Combat Arms en els sistemes operatius GNU / Linux mitjançant el programari d'emulació Wine és nul, ja que en obrir tant l'executable "CombatArms.exe" com "Engine.exe" es generen errors en els quals s'exposen com "An error has occurred Whit the hack prevention function. (Error Code = 108. The program is shutting down. "i" Could not find Combat Arms installation files "
FuronersVolar, moure a gran velocitat, saltar a grans distàncies, travessar les parets o eliminar els jugadors sense moure del lloc, entre d'altres, són els hacks que fan servir els furonerss del joc. Aquests hacks són il·legals, ja que impedeixen el desenvolupament de la partida, a més que perjudica els jugadors. És possible fer fora un furoner d'una partida, prement F5 i seleccionant el jugador furoner, però per això la resta de jugadors han de votar si volen fer fora el furoner (F5) o no (F6). També hi ha qui manipula els arxius del joc per afegir salut o velocitat d'ús de les armes melé o qualsevol altra cosa. Això no és realment un hack, sinó una modificació dels arxius del joc (conegut com a mod), tot i que és il·legal i, per tant, motiu d'expulsió.
Acusacions falses de furonerUn xut afortunat al cap de contra, un assassinat per l'esquena amb un ganivet o altres coses com aquestes poden causar confusió sobre si el jugador és un furoner o no. En nombroses ocasions en aquests casos s'acusa els jugadors de furoner i se'ls troba a la partida, sent en realitat innocents.
BugsEn algunes ocasions, un jugador mor sense que ningú el mata, simplement mor, com si caigués des d'una altura elevada. Aquests errors es coneixen com a bugs i es poden denunciar a l'apartat Report a bug.